# Скригнатка
Скригнатка (Passerina) — рід горобцеподібних птахів родини кардиналових (Cardinalidae). Містить 7 видів. Поширені в Північній і Центральній Америці.

## Опис
Це птахи з середньою довжиною 11-14 см, хоча P. caerulea може досягати 19 см. Деякі види линяють двічі на рік. Усі вони мають чіткий статевий диморфізм. Оперення самців барвисте, яскравіше в період розмноження, а у самиць і нестатевозрілих особин оперення тьмяніше, часто коричневе. Дзьоб товстий і конічний, хоча менший, ніж у інших кардиналів; чорнуватий на верхній щелепі і блакитно-сірий на нижній щелепі. Ноги сіруваті.

## Види
- Скригнатка синя (Passerina caerulea)
- Скригнатка індигова (Passerina cyanea)
- Скригнатка лазурова (Passerina amoena)
- Скригнатка пурпурова (Passerina versicolor)
- Скригнатка райдужна (Passerina ciris)
- Скригнатка рожевочерева (Passerina rositae)
- Скригнатка жовтогруда (Passerina leclancherii)